# اكناوة (السيالغة الجنوبيين)
اكناوة هو دُوَّار يقع بجماعة أولاد عيسى، إقليم خريبكة، جهة بني ملال خنيفرة في المملكة المغربية. ينتمي الدوّار لمشيخة السيالغة الجنوبيين التي تضم دوارين. يقدر عدد سكانه بـ 735 نسمة حسب الإحصاء الرسمي للسكان والسكنى لسنة 2004.

## روابط خارجية
- البوابة الوطنية للجماعات الترابية
- المندوبية السامية للتخطيط